# Lena (Oregon)
Lena az Amerikai Egyesült Államok északnyugati részén, Oregon állam Morrow megyéjében elhelyezkedő önkormányzat nélküli település.
A helységet C. E. Hinton, a posta első vezetője és J. S. Vinson nevezték el. A posta 1873. június 11-e és 1942. augusztus 31-e között működött.

## Fordítás
- Ez a szócikk részben vagy egészben  a   Lena, Oregon című angol Wikipédia-szócikk ezen változatának fordításán alapul.  Az eredeti cikk szerkesztőit annak laptörténete sorolja fel. Ez a jelzés csupán a megfogalmazás eredetét és a szerzői jogokat jelzi, nem szolgál a cikkben szereplő információk forrásmegjelöléseként.